# Bezmocni
Powerless – amerykański serial telewizyjny (sitcom) wyprodukowany przez Ehsugadee Productions, DC Entertainment oraz Warner Bros. Television, który jest oparty na komiksach wydawanych przez DC Comics. Serial był pierwotnie  emitowany od 2 lutego 2017 roku do 20 kwietnia 2017 roku przez NBC.
12 maja 2017 roku stacja NBC ogłosiła zakończenie produkcji serialu po jednym sezonie.
W Polsce serial był emitowany od 18 czerwca 2017 roku przez Comedy Central.

## Fabuła
Serial opowiada o agencji ubezpieczeniowej, która zajmuje się skutkami wypadków spowodowanych przez superbohaterów.

## Obsada

### Główna
- Vanessa Hudgens jako Emily Locke[4]
- Danny Pudi jako Teddy[5]
- Christina Kirk jako Jackie[5]
- Ron Funches jako Ron[6]
- Alan Tudyk jako Van Wayne[5]

## Odcinki
| Sezon | Sezon | Odcinki | Oryginalna emisja | Oryginalna emisja | Polska emisja   | Polska emisja | Polska emisja |
| Sezon | Sezon | Odcinki | Premiera sezonu   | Finał sezonu      | Premiera sezonu | Finał sezonu  |               |
| ----- | ----- | ------- | ----------------- | ----------------- | --------------- | ------------- | ------------- |
|       | 1     | 9       | 2 lutego 2017     | 20 kwietnia 2017  | 18 czerwca 2017 | brak danych   |               |

### Sezon 1 (2017)
| # | Tytuł                         | Reżyseria         | Scenariusz                         | Premiera NBC     | Premiera        |
| - | ----------------------------- | ----------------- | ---------------------------------- | ---------------- | --------------- |
| 1 | Wayne or Lose                 | Marc Buckland     | Justin Halpern, Patrick Schumacker | 2 lutego 2017    | 18 czerwca 2017 |
| 2 | Wayne Dream Team              | Marc Buckland     | Dean Lorey                         | 9 lutego 2017    | 25 czerwca 2017 |
| 3 | Sinking Day                   | Jay Chandrasekhar | Paul Mather                        | 16 lutego 2017   | 2 lipca 2017    |
| 4 | Emily Dates a Henchman        | Matt Sohn         | Neel Shah                          | 23 lutego 2017   | 9 lipca 2017    |
| 5 | Cold Season                   | Clark Mathis      | Amy Mass                           | 9 marca 2017     | 16 lipca 2017   |
| 6 | I'ma Friend You               | Clark Mathis      | Amy Mass                           | 30 marca 2017    | 23 lipca 2017   |
| 7 | Emergency Punch-Up            | Jaffar Mahmood    | Greg Lisbe, Jared Miller           | 6 kwietnia 2017  | 30 lipca 2017   |
| 8 | Van v. Emily: Dawn of Justice | Michael McDonald  | Dean Lorey                         | 13 kwietnia 2017 | nieemitowany    |
| 9 | Green Furious                 | Linda Mendoza     | Lillian Yu                         | 20 kwietnia 2017 | nieemitowany    |

## Produkcja
- 8 stycznia 2016 stacja NBC zamówiła odcinek pilotowy komedii "Powerless"[16]
- 23 lutego 2016 Christina Kirk, Danny Pudi i Alan Tudyk dołączyli do komedii[5]
- 6 marca 2016 ogłoszono, że jedną z głównych ról zagra Vanessa Hudgens[4]
- 12 maja 2016 stacja NBC zamówiła 13 odcinkowy serial, którego premiera była zaplanowana na mideseason 2016/2017[17][18]
- 18 lipca 2016 Ron Funches dołączył do obsady komedii[6]